# Südweststadt (Karlsruhe)

Localização de Südweststadt na cidade de Karlsruhe

Südweststadt é um bairro de Karlsruhe, localizado entre a Kriegsstraße, Karlsruhe Hauptbahnhof, Jardim Zoológico de Karlsruhe e o Beiertheimer Feld.

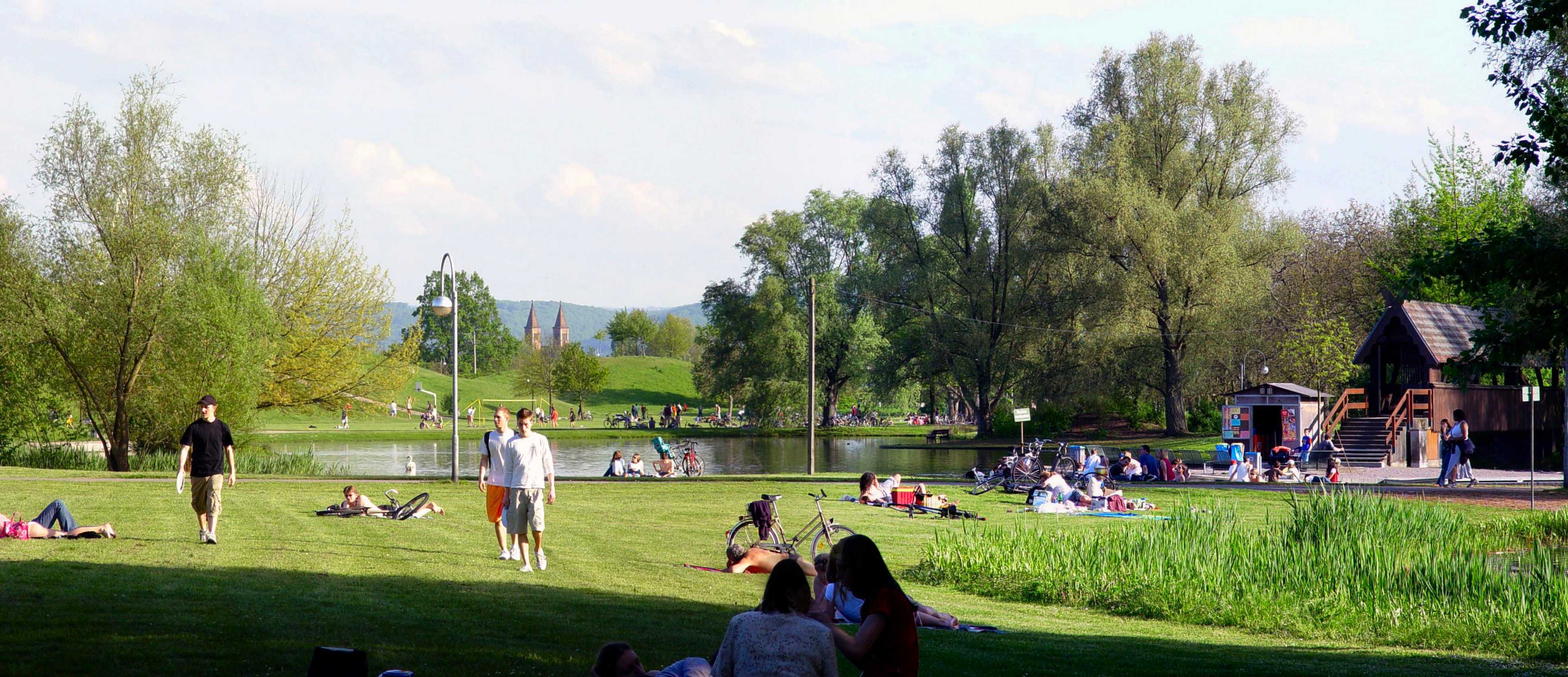
Günther-Klotz-Anlage
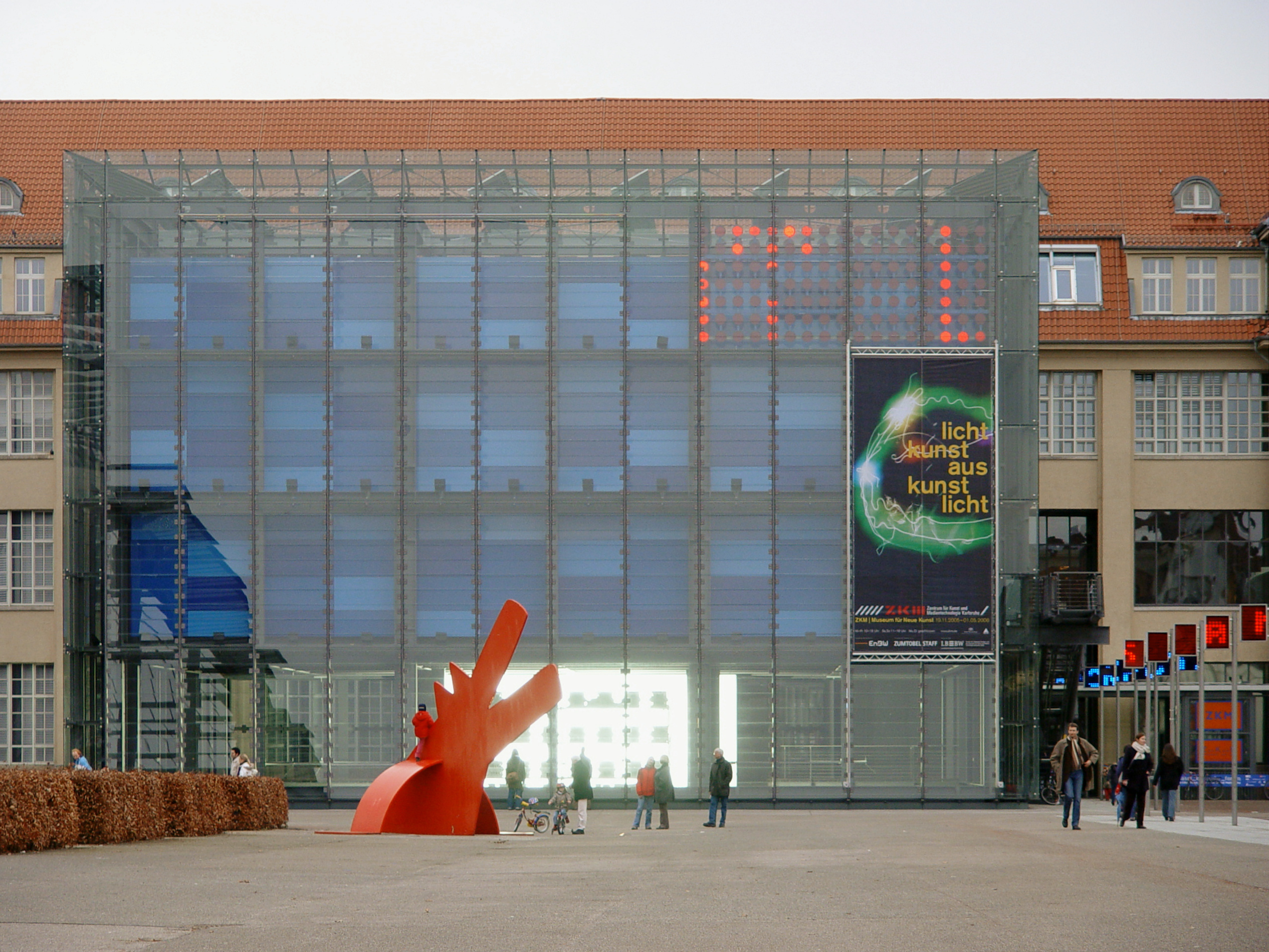
Zentrum für Kunst und Medientechnologie
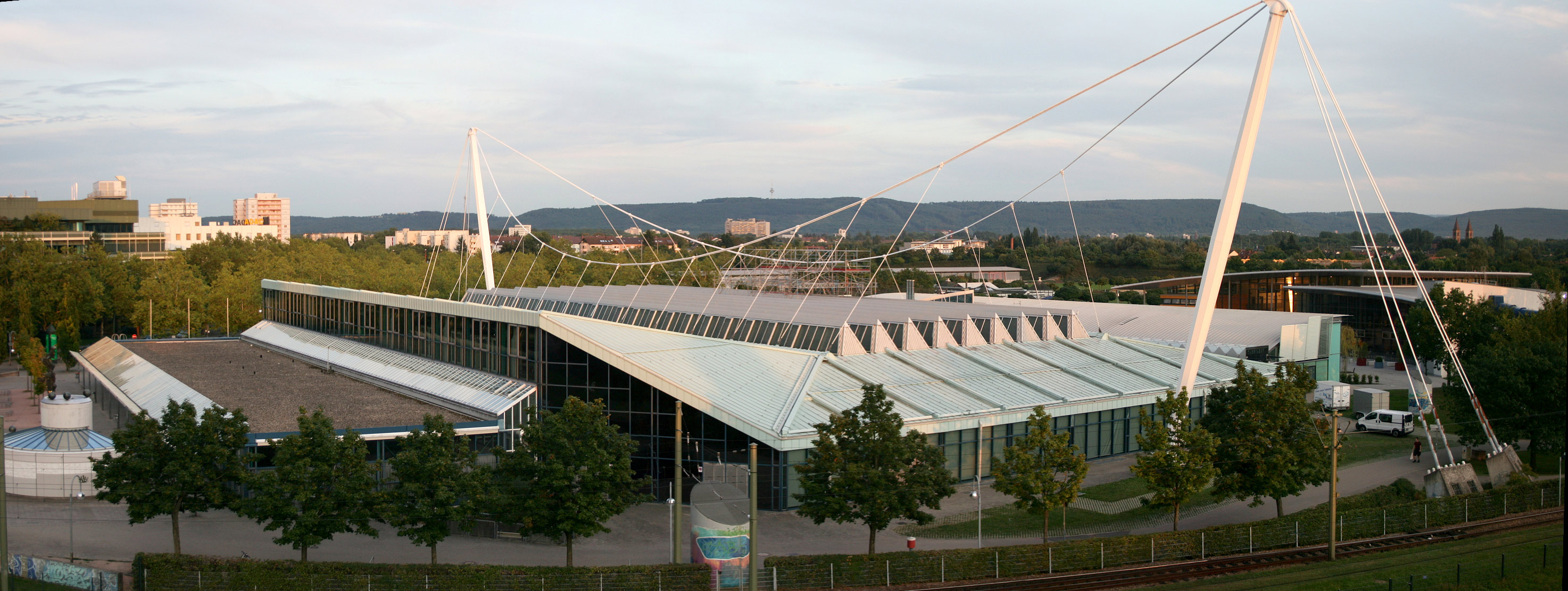
Europahalle